# 페로토시스
페롭토시스(Ferroptosis)는 철분 의존성 세포사멸 즉, 세포 내 철에 의존하는 비세포 사멸과 세포 사멸의 한 형태를 말한다. 현재, 약물유전체학에서 정밀의학적 분석에 일관성을 나타낼 때, 매우 중요한 세포사멸 과정이다.

## 같이 보기
- 오토파지
- 괴사
- 세포사멸